# 태풍 룸비아 (2018년)
태풍 룸비아(RUMBIA)는 2018년 제18호 태풍이다. 룸비아는 말레이시아에서 제출한 이름으로 야자수의 한 종류이다.

## 개요
2018년 제18호 태풍 룸비아는 8월 15일 오후 3시에 중심기압 996hPa, 최대풍속 18m/s, 강풍 반경 220km, 크기 '소형'의 열대폭풍으로 일본 오키나와 북북서쪽 약 210km 부근 해상(동중국해)에서 발생하였다.(일본 기상청 태풍정보 속보치 기준) 발생 이후 동중국해에서 북북서~서북서진하며 발달해서 8월 17일 오전 3시에 중국 상하이 남동쪽 약 100km 부근 해상에서 중심기압 985hPa, 최대풍속 23m/s, 강풍 반경 390km(동쪽 반경)의 세력 '약', 크기 '중형'의 열대 폭풍으로 최성기를 맞이하였다. 최성기 세력으로 8월 17일 오전 6시에 중국 상하이 부근 해안에 상륙한 뒤 중국 내륙에서 계속 서진하면서 최성기 세력을 유지하다가 급약화되어서 8월 18일 오전 9시에 중국 상하이 서쪽 약 590km 부근 육상에서 중심기압 992hPa의 열대저압부로 소멸하였다. 태풍 룸비아는 중국 상하이에 피해를 주어 제명되었다.

## 같이 보기
- 2018년 태풍